# Walter Isard
Pour les articles homonymes, voir Isard (homonymie).
 (juin 2020).
Si vous disposez d'ouvrages ou d'articles de référence ou si vous connaissez des sites web de qualité traitant du thème abordé ici, merci de compléter l'article en donnant les références utiles à sa vérifiabilité et en les liant à la section « Notes et références ».
Walter Isard, né le 19 avril 1919 à Philadelphie et mort le 4 novembre 2010, est un professeur américain d'économie à l'université de Pennsylvanie et au Cornell College for Arts & Sciences et est connu principalement comme étant le fondateur de la discipline de science régionale. Walter Isard a établi un mouvement interdisciplinaire sur la recherche régionale et urbaine en Amérique du Nord, en Europe et en Asie. Par son leadership et sa détermination, il a permis aux économistes, aux géographes, aux sociologues et aux urbanistes de construire des théories de phénomènes urbains et régionaux et d'appliquer ces méthodes d'analyse aux questions politiques émergentes du XXe siècle.

## Biographie

### Des débuts à la consécration
Walter Isard est né le 19 avril 1919 à Philadelphie de parents immigrants. Il a obtenu son diplôme à l'université Temple avec félicitation à l'âge de 20 ans puis il a étudié en troisième cycle dans le département d'économie de l'université Harvard, sous Alvin Hansen qui a stimulé son intérêt pour la Théorie de la localisation via l'analyse du développement des transports, de l'emplacement d'activités économiques et des cycles de croissance et de stagnation des entreprises qui ont caractérisé la période des années 1920 aux années 1940. Isard quitte Harvard en 1941 sans diplôme en poche pour l'université de Chicago où il étudie sous Oskar Lange et Jacob Viner, et où son intérêt pour les mathématiques a été ravivé. En 1942, Isard obtient un poste au Conseil de Ressources de Planification nationale à Washington, tout en achevant sa thèse sur la construction de cycles et le développement des transports.
Étant quaker, il obtint le statut d'objecteur de conscience pendant la seconde guerre mondiale. Ainsi au lieu de faire son service militaire, il est aide soignant dans une clinique psychiatrique d’État. Durant cette période, il traduit en anglais les œuvres de certains théoriciens de la localisation principalement d'origine allemande dont Walter Christaller, Alfred Weber, von Thünen mais aussi et surtout les travaux d'August Lösch et d'Andreas Predöhl. Concentrant de plus en plus ses recherches sur la théorie de la localisation en économie, Isard obtient un poste d'enseignant à temps partiel à Harvard en 1945 et peut cibler ses recherches par exemple sur la localisation de l'industrie de l'acier aux États-Unis, ou encore sur les coûts et avantages de l'énergie nucléaire. À Harvard, Isard ne travaille pas seul, il est rejoint par Wassily Leontief qui l'a aidé à adapter son idée de modèle entrée-sortie de l'échelle nationale à une économie locale. En fait, le projet de recherche d'inter-industrie de Leontief à Harvard l'a également aidé à l'aiguisage de son enseignement incluant le premier cours sur la théorie de la localisation et le développement régional jamais appris au Département d'Économie de Harvard.

### Émergence d'une nouvelle science : la science régionale ou l'économie spatiale
Entre 1949 et 1953, Isard continue à donner des cours portant sur la théorie de la localisation et le développement régional. Par son enseignement et les discussions avec d'autres économistes, Isard intéresse beaucoup d'autres spécialistes à son domaine d'étude. Déjà avant 1948, l'Association économique américaine organisait des sessions sur le développement régional à sa conférence annuelle et c'est lors de la réunion de 1950 qu'Isard a rencontré 26 autres économistes partageant la même opinion que lui. Ces rencontres vont donc éclaircir ses idées sur ce à quoi devrait ressembler l'émergence d'un nouveau domaine de science régionale : ce serait une inter-discipline qui exigerait quelques nouveaux concepts, données et techniques. Avec le développement de cette nouvelle science, Isard s'est trouvé au centre d'un réseau de savants de l'économie, de l'urbanisme, de la science politique, de la sociologie, de la démographie et bien entendu de la géographie.
En 1953, Isard quitte Harvard pour le MIT, acceptant ainsi un poste dans le Département de Ville et Planification Régionale. Il est alors professeur d'économie régionale et directeur de la Section d'Études urbaines et régionales. C'est à cette période que le terme de science régionale se démocratise.
En 1954, l'Association de science régionale (RSA) est créée, avec Isard comme premier président puis comme président d'honneur après une des rencontres des associations sciences humaines en décembre 1954 réunies à Detroit, rencontre pendant laquelle il a organisé un programme de conférences auxquelles 60 savants ont approuvé l'idée de former une association séparée, nommée l'Association de Science Régionale.
Ces efforts ont donc trouvé un auditoire parmi les participants des conférences inter-disciplinaires annuelles.
En 1956, Isard quitte le MIT pour l'Université de Pennsylvanie, attiré par l'occasion d'être à la tête d'un nouveau département universitaire attribuant un doctorat en Science Régionale. En 1960, le premier doctorat en Science Régionale est attribué à William Alonso pour son étude séminale de l'utilisation de terre et du choix de l'emplacement. 
Isard a travaillé avec avidité pour faire de la science régionale une discipline largement reconnue en publiant trois livres importants au cours des quatre années qui suivirent son arrivée en Pennsylvanie à savoir : 
- Emplacement et Économie Spatiale (1956)
- Analyse du Complexe Industriel
- Développement Régional (1959)
- Méthodes d'Analyse Régionale (1960)

En 1956, il participe à l'ouverture de l'Institut de recherches de Science Régional en Pennsylvanie et en 1958, à la création du journal du nouveau domaine, le Journal de la Science Régionale. La même année, il visite beaucoup de centres de recherches en Europe où il a organisé les sections de l'Association de Science Régionale.
En 1960, Isard travaille à l'exportation de la science régionale en Europe et en 1962, il aide à fonder des associations de science régionale en Amérique Latine et en Asie orientale. Le premier Congrès européen a été tenu en 1961. Des Sections du RSA ont été par la suite établies dans beaucoup de pays partout en Europe et en Asie aussi bien qu'en Amérique du Nord.
Dans le milieu des années 1960, des instituts d'été de Science Régionale ont été tenus à Berkeley puis le premier Institut européen d'été a eu lieu en 1970 dans Karlsruhe, en Allemagne. Par la suite, des instituts d'été ont été tenus en Europe tous les deux ans. Des conférences internationales sont maintenant tenues chaque année en Amérique du Nord et en Europe, et une année sur deux dans les régions du pacifique. 
En 1963 Isard réussit à rassembler un groupe de savants à Malmö, en Suède, dans le but d'établir le Centre de recherche sur la paix (CRP). Comme la science régionale, la science sur la paix a été vue comme un effort interdisciplinaire et international de développer un jeu spécial de concepts, des techniques et des données (car il s'agit là encore d'enjeux, de stratégies pour un meilleur lendemain).
En 1977, Isard réduit le temps qu'il passe à la chaire du département de science régionale de Pennsylvanie pour se consacrer davantage à la science de la paix. En 1978, l'Association de Science Régionale le décore de la Médaille d'honneur puis en 1979, Isard quitte l'Université de Pennsylvanie pour travailler à l'Université de Cornell comme professeur d'Économie où il a continué à enseigner jusqu'à sa retraite récente dans la recherche active.
Au cours des dernières décennies, Isard a reçu plusieurs titres honorifiques incluant ceux de l'Académie d'Économie de Poznań, en Pologne (1976), de l'Université Erasme à Rotterdam, aux Pays-Bas (1978), de l'Université de Karlsruhe, en Allemagne (1979), de L'Université de Uhm, en Suède (1980), de l'Université de l'Urbana-plaine, dans l'Illinois (1982) et dans l'Université de Binghamton, à New York (1997).
En 1989, l'Association de Science Régionale a été réorganisée et son nom modifié en Association internationale de Science Régionale. En 1985, Isard est élu membre de la section de Sciences Économiques à l'Académie des sciences nationales (américaines).
Les contributions de recherche de Walter Isard sont grandes et diverses. Les intérêts qu'il porta pour les phénomènes régionaux et urbains sont nés pendant ses études de troisième cycle, menant à son premier livre majeur, Location and Space-Economy (1956). Ensuite, il a impulsé la recherche sur les conséquences économiques et sociales de l'énergie nucléaire et des complexes industriels et a intensifié sa recherche sur les méthodes d'analyse régionale et urbaine, y compris des modèles d'inter-industrie inter-régionaux, des modèles de programmation linéaires inter-régionaux et des modèles de gravité et la migration. Cela a abouti à son deuxième livre majeur, Methods of Regional Analysis: an Introduction to Regional Science (1960), qui sera plus tard publié en tant que Methods of Interregional and Regional Analysis (1998).
Pendant les années 1960 Isard poursuit sa recherche de théories liées au comportement individuel et à la prise de décisions telle que la théorie d'équilibre générale pour un système de régions comme présenté dans son troisième livre majeur, General Theory, Social, Political, Economic, and Regional with Particular Reference to Decision-Making Analysis (1969). De plus, ses étudiants et lui ont entrepris une étude d'inter-industrie majeure de la région de Philadelphie et d'autres recherches orientées de manière empirique. Au cours de sa carrière, Isard a également poursuivi des intérêts politiques liés à la gestion et la résolution de conflits, le désarmement et les sciences de la paix. Il a fondé la Société de Recherche pour la Paix, a rebaptisé plus tard la Société de Science de Paix et a fondé le Groupe de Diplômé dans la Science de Paix à l'Université de Pennsylvanie. Plus de 20 livres et 300 publications concernent la science de la paix.
Les travaux d'Isard sont clairement plus proches des travaux sur les relations inter-régionales que sur les relations intra-urbaines. L'essentiel de sa recherche se concentre sur les différents systèmes socio-économiques et socio-politiques des villes et des régions. Dans le cadre de la stimulation et du développement de l'Association de Science Régionale et des journaux divers sur la science régionale, il a toujours beaucoup contribué tant à l'échelle régionale ou nationale qu'à l'échelle internationale.

## Publications
Walter Isard a publié 21 livres, dont : 
- Isard, W. 1956. Location and Space-Economy, A General Theory Relating to Industrial Location, Market Areas, Land Use, Trade, and Urban Structure, New York: The Technology Press of Massachusetts Institute of Technology and John Wiley and Sons, Inc.

- Isard, W., in association with D. F. Bramhall, G. A. P. Carrothers, J. H. Cumberland, L. N. Moses, D. O. Price, E. W. Schooler. 1960. Methods of Regional Analysis: an Introduction to Regional Science, New York: The Technology Press of Massachusetts Institute of Technology and John Wiley and Sons, Inc.

- Isard, W., in association with T. E. Smith, and P. Isard, T. H. Tung, M. Dacey. 1969. General Theory, Social, Political, Economic, and Regional with Particular Reference to Decision-Making Analysis, Cambridge: The M. I. T. Press.

- Isard, W., I. J. Azis, M. P. Drennan, R. E. Miller, S. Saltzman, E. Thorbecke. 1998. Methods of Interregional and Regional Analysis, Brookfield, VT: Ashgate Publishing Co.

- Isard, W. 2003. History of Regional Science and the Regional Science Association International, Beginnings and Early History, Berlin: Springer. Boyce, D. 2004. A short history of the field of regional science, Papers in Regional Science, 83, 31-57.

- Isard, Walter. 1952. Atomic Power, an Economic and Social Analysis; a Study in Industrial Location and Regional Economic Development. New York: Blakiston.

- Isard, Walter. 1956. Location and Space-economy; a General Theory Relating to Industrial Location, Market Areas, Land Use, Trade, and Urban Structure. Cambridge: Published jointly by the Technology Press of Massachusetts Institute of Technology and Wiley.

- Isard, Walter. 1957. Municipal Costs and Revenues Resulting from Community Growth. Wellesley, Mass:Chandler-Davis Publ. Co.

- Isard, Walter. 1959. Industrial Complex Analysis and Regional Development; a Case Study of Refinery-petrochemical-synthetic-fiber Complexes and Puerto Rico. Cambridge: Technology Press of the Massachusetts Institute of Technology.

- Isard, Walter. 1960. Methods of Regional Analysis; an Introduction to Regional Science. Cambridge: Published jointly by the Technology Press of the Massachusetts Institute of Technology and Wiley, New York.

- Isard, Walter. 1969. General Theory: Social, Political, Economic, and Regional, with Particular Reference to Decision-making Analysis. Cambridge, Mass: M.I.T. Press.

- Isard, Walter. 1971. Regional Input-output Study: Recollections, Reflections, and Diverse Notes on the Philadelphia Experience. Cambridge, Mass: MIT Press.
- Isard, Walter. 1975. Introduction to Regional Science. Englewood Cliffs, N.J: Prentice-Hall.
- Isard, Walter. 1972.Ecologic-economic Analysis for Regional Development; Some Initial Explorations with Particular Reference to Recreational Resource Use and Environmental Planning. New York: Free Press.